# コーネル大学鳥類学研究所
コーネル大学鳥類学研究所 (こーねるだいがくちょうるいがくけんきゅうじょ 英: Cornell Lab of Ornithology) はコーネル大学の施設の1つで鳥類その他の野生生物を研究する。会員制度により運営され所在地はニューヨーク州イサカ。

## 概要
サプサッカーウッズ自然保護区内にあり、建物はイモジェーン・P・パワーズ鳥類学生物多様性センター （Imogene Powers Johnson Center for Birds and Biodiversity）と呼ばれている。職員は250名で所属研究員、教員、職員と学生が研究所の趣旨に従いさまざまな研究プログラムに携わる。地球の生物多様性を解説し保全するため、鳥類学を専門とする研究活動、教育、市民科学者育成を進めており、研究所の活動はおよそ7万5千人の会員組織が支える。
この研究所の出版活動は自前の出版部門を通じて行われ、旬刊 Living Bird 誌のほか、電子版で月報を発行。また多数の市民科学事業とそのウェブサイトを運営し、All About Birds 「鳥のすべて」という公式サイトはウェビー賞を受賞。

## 沿革
コーネル大学鳥類学研究所の創設者アーサー・"ドク"・アレンは連邦議会でロビー活動を行い、1915年にアメリカ国内初の鳥類学の大学院課程ができる。当初「鳥類学研究室」Lab of Ornithology は同大学の昆虫学、水分学課程に併設された 。
活動資金の寄付者を募る傍ら、研究所用地の買収を鳥類観察者で企業家のライマン・スチュアートを中心に進めて耕作地の所有者から寄贈も受けると、1954年に鳥類保護区としてまとまった土地の保全が始まる。スチュアートは研究所の最初の建屋完成に向けて資金援助を支え、1957年に竣工させる。初代研究所長のアーサー・アレンはカユーガ湖低地でシルスイキツツキ yellow-bellied sapsucker の繁殖が初めて観察されたことにちなみ、同僚のルイス・アガシス・フーアテス（フエルテス en）やジェームズ・ガッツェル、フランシス・ハーパー（Francis Harper） と相談して研究所一帯を「サプサッカー・ウッズ」（シルスイキツツキの森）と名付けている。この鳥は現在は定着し、研究所のロゴにもなっている。
コーネル大学鳥類学研究所はその後、2003年夏に開館したイモジェン・パワーズ・ジョンソン鳥類生物多様性センター棟に移転した。 

## 敷地と建物

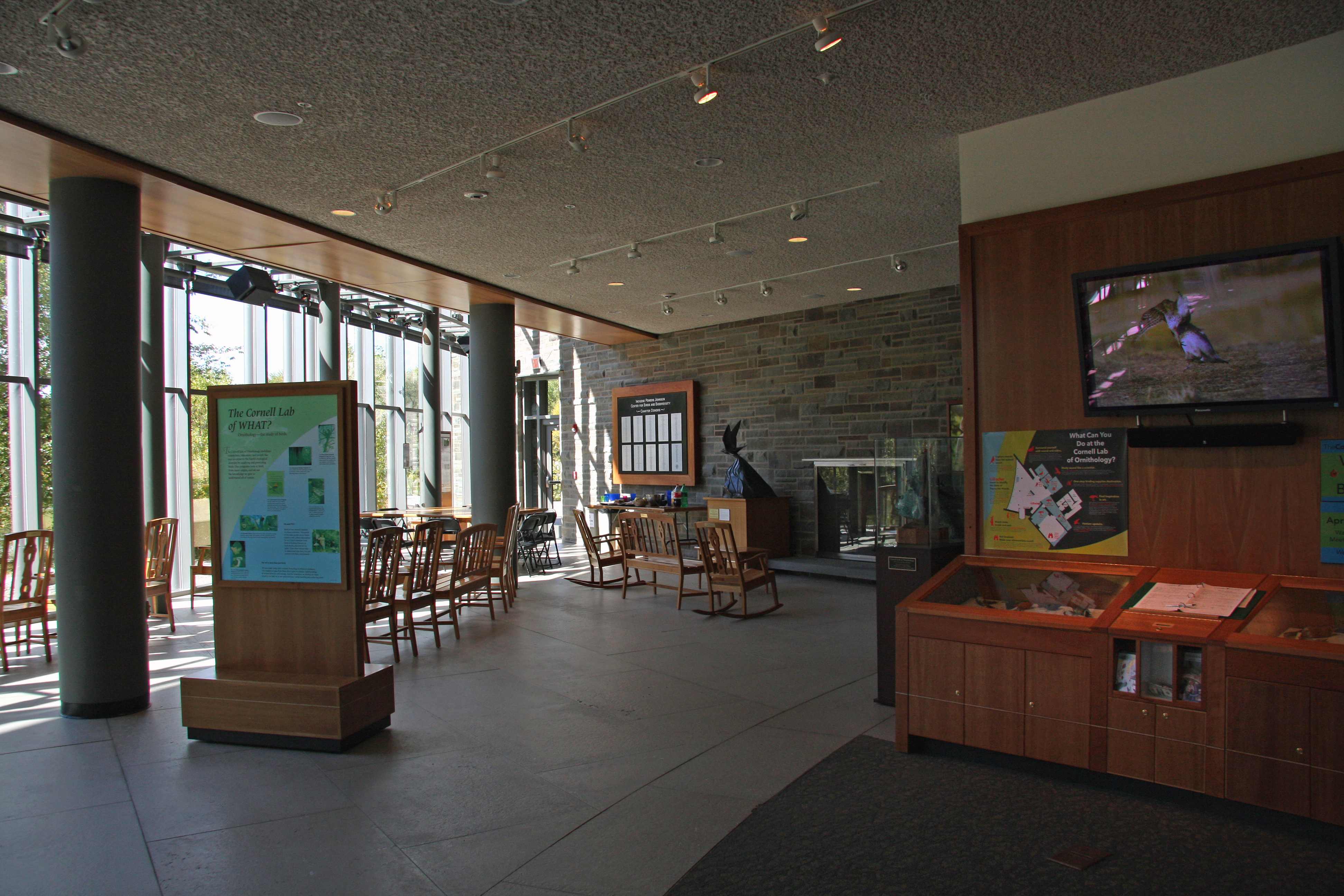
ビジターセンターの玄関ホール。左手に観察窓が見える。

サプサッカーウッズ自然保全区は総面積226エーカー (0.91 km2)  、サプサッカー池周辺の湿地や森林をめぐる観察路は全長4km超で、保護区内で記録された鳥は230種を超える。来訪者が利用できるビジターセンターは毎日午前10時から午後4時まで開館する。研究所屋外のサンクチュアリ（自然保全区）と館内公共部分の来訪者は、例年およそ5万5千人である。 
ビジターセンターの観察施設は、玄関部分の幅9mほどの壁面に観察窓とスポッティングスコープが設置され、座席と暖炉を配してある。鳥や自然の高精細映画を上映するバーテルズ映写室（Bartels Theatre）、来訪者が鳥や動物の音声について学ぶ視聴覚室に加え、観察窓の壁面に2つの大きな壁画がある。画家ジェームズ・プロセク James Prosek の作品にはいずれもセンターで観察できる鳥の種を選び、識別のヒントになるようシルエットと生息環境を描き参照用の番号を付けてある。別の1点はジェーン・キム（Ink Dwell studio）による鳥類の進化史がテーマで、恐竜の時代から現代まで数百万年にわたる世界の既存の鳥類の進化を追い、絶滅種も表した。 
観察施設には来訪者が聴いて楽しむ作品もある。マヤ・リン Maya Lin 作『サウンドリング』では、世界の多様な生息地の「音の風景」（サウンドスケープ）を体験できる。鳥類保護団体「ワイルドバード・アンリミテッド」 Wild Birds Unlimited が出店する売店、過去および現代の鳥学の観察記録や専門雑誌などを集めたエーデルソン図書館のほか、来訪者が利用できる区画にはマルチメディア・プログラムや野生生物をテーマにしたアート、あるいは画家ルイス・アガシス・フーアテス (フエルテス Louis Agassiz Fuertes) のスケッチを再構成した壁画、また2階には小規模な観察施設がある。 

## 組織
コーネル大学構内にあるが独自の運営基盤を有する。定数30名の経営委員会を置き、委員の任命権はコーネル大学評議会にゆだねられている。2010予算年度において年間予算は2050万米ドルであり、収入は2190万米ドルを計上した。上級職員18名にはコーネル大学の現役の教員8名を含む。

## 市民科学者の育成
一般市民が日常に行う観察活動をたばね、科学への貢献に結びつける活動はこの研究所の代名詞である。老若男女のバードウォッチャーが技術の差こそあれ、「市民科学者」として鳥類の分布と生息数の全体像把握に欠かせないデータの収集に当たる。プロジェクト参加者の総計はおよそ50万人に上る。オンライン版の図鑑兼データベースを「eBird」といい、地上の1万585種の鳥類の情報をまとめたデータベースから検索することができる。現在までに登録された観察記録は3350万件、観察した種は1万418種とされる。
市民科学者の観察記録に支えられ、種ごとに生息数減少、生息域の拡大あるいは鳥類の疾患の流行状況を把握できるようになった。バードウォッチャーの観察は都市部や郊外、森林にいたるまで研究所の研究を拡大し、鳥の種ごとに人間の暮らしや環境汚染、気候変動や生息域喪失の影響に関わる研究上の課題に答えを探す助けになってきた。
市民科学者事業は年間を通じて催され、エサ台に集まる鳥の定点観測 Project FeederWatch、巣作りと育雛に関わる NestWatchのほか、都市の鳥に注目する Celebrate Urban Birdsや樹木の生える環境の鳥の観察 Birds in Forested Landscapesなど生息環境ごとにまとめたり、写真と動画の記録と投稿 CamClickrに特化したり、あるいは全米オーデュボン協会との提携事業2件を推進する。eBirdと生息数調査事業「地球はおおきな裏庭」 Great (Global) Backyard Bird Count がある。コーネル大学鳥類学研究所では定点カメラを NestCamsと名づけて設置し、春の繁殖期に営巣中の鳥の生態を記録してきた。

## 教育資源
研究所では、一般の人々が鳥について学びを深める複数の方法を用意している。自習を段階ごとに進められるよう、研究所の教育ウェブサイトBird Academy (鳥類学院)で「鳥類学：包括鳥類生物学」を提供し、教科書はHandbook of Bird Biology第3版（2016年9月発行）を用いる。BirdSleuthカリキュラムは小中学生対象で、鳥にまつわるプロジェクトを通して科学を発見する手助けを目指して設計された。5週間のオンラインコース「生態調査：鳥の求愛と競争 」はeCornellを通じて利用できる。 

### iOS 版無料アプリ Merlin Bird ID
iOSおよびAndroid機器向けに公開する無料アプリのMerlin Bird IDは、図鑑としても識別ガイドとしても利用できる。ユーザーが観察した鳥の名前を探すガイドであり、収載する鳥はアメリカ大陸と西ヨーロッパ、インドの3000種。世界のあらゆる場所ごとにまとめた鳥種のリストの閲覧に加え、簡単な質問に答えたユーザーには、最も可能性の高い種に絞り込んだリスト（画像と音声付き）が提供される。このアプリは2017年に更新されて、AIによる自動写真認識機能が追加された。 

### オンライン図鑑 All About Birds
オンライン鳥類図鑑 All About Birdsには北アメリカの鳥類数百種の写真と音声、動画および鳥の研究に関する最新の記事が含まれる 。 

### eBird：種と生息地検索
eBird の Explore Species 機能はウェブ上で eBird とマコーレー図書館 (Macaulay Library) 、Merlin Bird ID を統合し、合計1万500種超の鳥類を収載する。地名あるいは地域名を入力して観察記録のある鳥のリストを表示し、名前をクリックすると写真を見たり鳴き声を聴いたりできる。

### 北アメリカの鳥類
アメリカおよびカナダで繁殖する鳥類760種超に関して、最も包括的な参考文献が『Birds of North America (BNA)』 （北アメリカの鳥類）であり、オンライン版は有償購読制で提供されている。鳥類の詳しい知識を求める人を対象に、それぞれの種の記述は鳥類学者その他の専門家が執筆し、その内容は常に科学文献の詳細で権威のある要約と画像などメディアを提供してきた。

## 研究活動
研究所所属の科学者、学生および客員研究者はそれぞれ独自の研究テーマに取り組み、行動生態学、環境保全や環境教育、進化生物学、情報システムおよび集団遺伝学に関する多くの知見を発表している。また同研究所のシステム開発者によりハードウェアとソフトウェアのツールが開発され、鳥や動物のコミュニケーションや行動分析に活用されている。 
進化生物学研究室で進む生物種間の関係究明には、鳥の生体や標本からDNAサンプルの抽出が行われる。 
保全科学部は研究実施や論文出版の実績に加え、生息数保全を目的とした「生息地管理者ガイド」を作成、森林の鳥についてscarlet tanagers（フウキンチョウの仲間）やモリツグミ（wood thrushes）など減少傾向にある種を対象とした。提携事業としては、「Partners in Flight」と共同で急速に減少しつつある陸鳥の種を特定し、史上初の北米陸鳥保全計画「North American Landbird Conservation Plan」を作成した。2009年3月には研究所職員と複数の学外機関との提携関係の成果として、初の鳥類実態調査報告書「State of the Birds」を発表している。 
新熱帯区鳥類保護事業「Neotropical Bird Conserrvation Program」は北米の多くの鳥が越冬するメキシコに注目、現地の鳥の個体数の基本データ化を目指す情報収集を進める傍ら、複数の相手国の機関や団体を対象に、保全技術の研修ならびに情報や資材などリソース面で支援に取り組む。 
2004年から2009年にかけて合衆国魚類野生生物局が行ったハシジロキツツキの調査では、この研究所は生態の科学調査を受託している。 
研究所の産官学共同事業ならびに私的機関NGOとの企画では、現在、優先課題として風力発電施設が鳥類およびコウモリの仲間に与える影響をよりよく理解しようと努めている。

## 生物音響学の研究
研究所の主催する生物音響学研究事業（BRP＝Bioacoustics Research Program）は世界で事業を実施する研究者向けに、遠隔録音装置を開発した。この自律録音装置（ARUs＝autonomous recording units）はハードドライブとケース、マイク配列で構成され、設置場所は森林から海底まで選べる。これらは実際にゾウの音声研究「Elephant Listening Project」（アフリカ）や鯨類の調査、さらにハシジロキツツキの生息の確認にも用いられている。
BRP の開発した音声分析ソフトウェアに Raven と Raven Lite がある。また追跡情報をあらかじめ指定できる無線タグの開発が進んでおり、鳥類はじめ生物の生態を長期間にわたり追跡し、鳥類の渡りにも応用しようとしている。

## 音声アーカイブ
設立当初から研究所は鳥類と動物の音声記録に注目してきた。創設者アーサー・アレン Arthur Allen および教室の指導学生はこの分野の先駆者であり、発足当初は映画用フィルムの音声トラックを用いて鳥のさえずりを録音していた。
調湿調温をした保管施設では、研究所の誇るマコーレー音声図書館が揃えた世界最大の自然音声の記録を保存している。収蔵資料52万5千件のうちわけは鳥類、コウモリ、鯨類、虫類、カエル、ゾウその他の動物の音声である。録音技師は世界各地に出かけて野生生物の音声を録り、映像を撮って収蔵資料の拡充に努めている。
録音記録は世界中の科学者に提供される。また博物館の展示からハリウッドの商業映画まで、あるいは目覚まし時計から野外で手持ちの PDA 機器を使う鳥の識別アプリまで、応用された分野は実に広い。これらの録音はコーネル研究所の音声ガイドに編纂される。マコーレー音声図書館 Macaulay Library では高画質ビデオを精力的に収集しており、利用者は誰でも音声記録を聞いたり映像記録を閲覧したりできる。
マコーレー録音図書館所属の専門家は毎年、1週間にわたる録音技術ワークショップを開催する。参加者には科学的に実証性の高い音声記録を取るため、野外用の手持ちの録音機器をどのように用いるか実践的なトレーニングが行われる。

## 情報科学単位
情報科学単位は、大学研究所の市民科学者事業を支える基盤を創設した。また膨大な量のデータを集約して図表や地図、数表に変換する。この単位に属するコンピュータのプログラマの手により公式ウェブサイトの「Birds of North America Online」が運用され、新しく立ち上げた知のデータベース「Avian Knowledge Network」では、西半球に設置された研究機関それぞれから鳥類のデータ記録の提供を受けて相互リンク使用という壮大な努力が進んでいる。2009年10月時点で AKN の収載データ数は 6600万件超で広く一般に開放されている。

## コーネル大学脊椎動物博物館
同じジョンソンセンター棟に、脊椎動物標本を集めた博物館がある。魚類123万、両生は虫類 4万4300件、鳥類 4万5000件、卵類 3200件、すでに絶滅した哺乳類 1万5千件を含む。在校生および研究者の研究活動に供される。

### 関連文献
1. Living Bird Magazine, Autumn 2003, ISSN 1059-521X